# Jodła kalifornijska
Jodła kalifornijska, jodła jednobarwna (Abies concolor (Gordon et Glend.)Lindl. ex Hildebr.) – gatunek drzewa należący do rodziny sosnowatych. Występuje w centralnej części Ameryki Północnej, na obszarach górskich w Kalifornii, Utah i Kolorado. W Górach Skalistych rośnie na wysokościach do 3500 m n.p.m.

## Morfologia

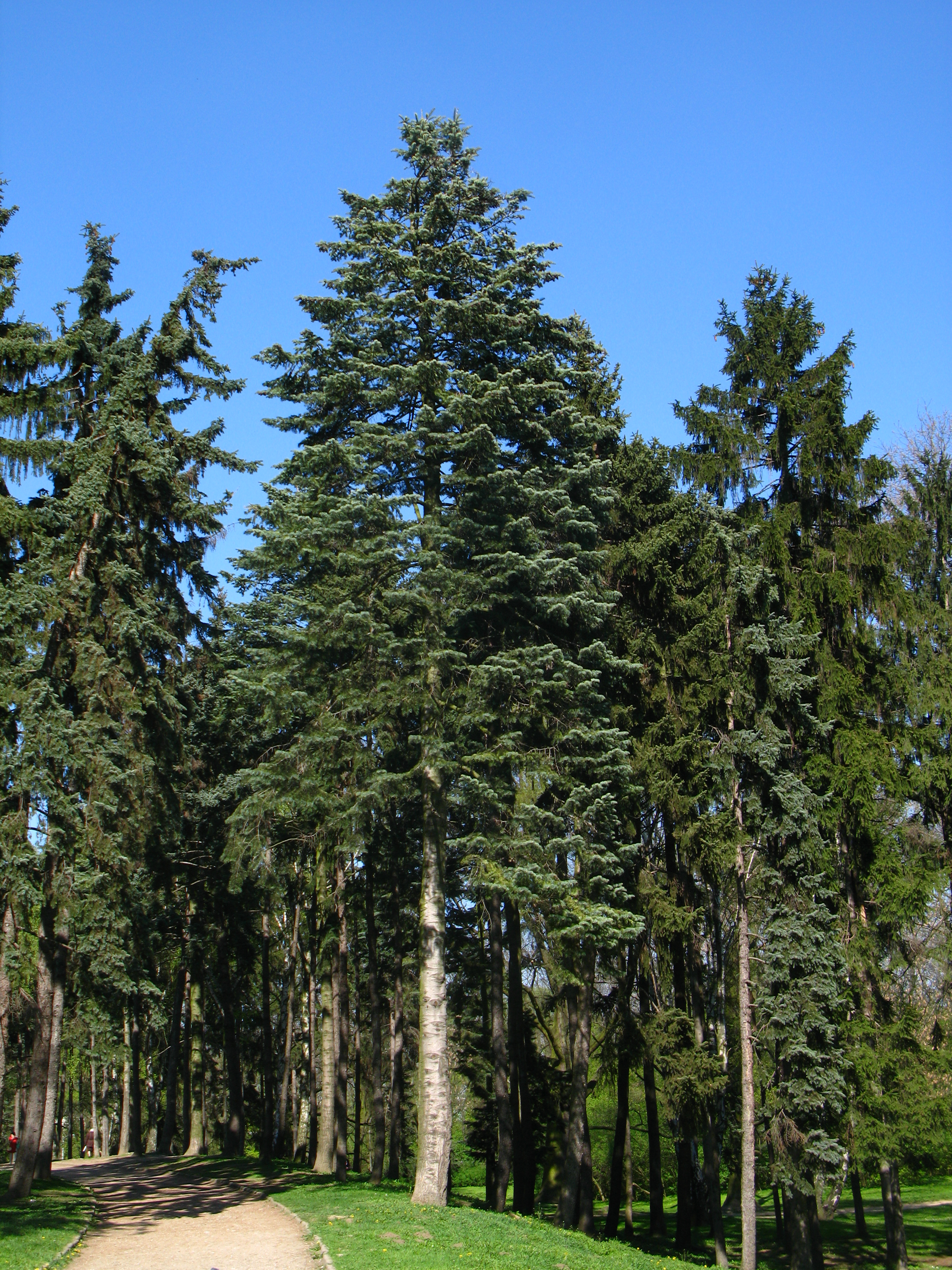
Pokrój drzewa rosnącego w Parku Skaryszewskim w Warszawie

PokrójRegularny, wyniosły, wąskostożkowy pokrój. Korona z zaokrąglonym wierzchołkiem. Pień dorasta od 20 do 40 m wysokości.
LiścieBardzo długie igły (4–7 cm), miękkie, szablasto wzniesione, z zaokrąglonymi wierzchołkami, z obu stron szarozielone lub niebieskawe.
SzyszkiStojące, długości 7–13 cm, walcowate, w odcieniach zieleni i fioletu.

## Biologia i ekologia
Jodła tolerancyjna w stosunku do siedliska, dobrze znosi mrozy, susze i zanieczyszczenie powietrza. Wymaga jednak stanowisk nasłonecznionych.

## Zastosowanie
Roślina ozdobna, zwłaszcza okazy o silnym nalocie woskowym powodującym intensywniejsze zabarwienie igieł.